# 엉킨실과
엉킨실과(Derbesiaceae)는 갈파래강 깃털말목에 속하는 녹조류과의 하나이다. 3속 26종으로 이루어져 있다.

## 하위 속
- 엉킨실속 (Derbesia) - 초록엉킨실 (Derbesia marina) 포함 20종
- Halicystis - 유일종 H. pyriformis
- 엉킨실붙이속 (Pedobesia) - 5종